# 御諸塚古墳
御諸塚古墳（みもろづかこふん）は、埼玉県加須市の樋遣川古墳群内にある円墳である。御室社の社域にあることから御室塚古墳（みむろづかこふん）とも呼ばれている。1956年（昭和31年）4月16日に「樋遣川古墳群御室塚」の名称で加須市指定史跡に指定されている。

## 概要
かつて「樋遣川の七塚」と呼ばれた樋遣川古墳群（穴咋塚・諸塚〈御諸塚〉・石子塚・稲荷塚・浅間塚・宝塚・宮西塚）の内の1基であるが、現在は御諸塚・浅間塚・稲荷塚の3基のみ現存する。御諸塚は直径約40メートル×高さ約5メートルを測り、樋遣川古墳群内では最大の規模を持つ。
1901年（明治34年）、内務省が上毛野国造・御諸別王（豊城入彦命の曾孫）陵墓伝説地として調査したことがあるが、同様の伝承がある古墳は群馬県にも6基あるほか、栃木県や茨城県にも存在する。埋葬施設は、墳頂部が削平されて社殿が祀られているため確認されていないが、明治時代末頃、地元民が鉄棒を挿し入れたところ、石棺らしきものに当たったとの記録がある。埴輪などの出土遺物もない。